# User Network Interface
User Network Interface (UNI) bildet in der Telekommunikationstechnik einen Netzabschluss (TAE-Dose, NTBA, NTBBA, WAP) zwischen den Endgeräten (PC, Mobiltelefon, Fax, Telefon) und den Netzbetreibern.